# Plectris imitans
Plectris imitans är en skalbaggsart som beskrevs av Frey 1967. Plectris imitans ingår i släktet Plectris och familjen Melolonthidae. Inga underarter finns listade i Catalogue of Life.